# Вармунд (патриарх иерусалимский)
Вармунд (фр. Warmund, также Garmond, Gormond (Гормон де Пикиньи), Germond, Guarmond или Waremond; 1069—1128) — патриарх Иерусалима c 1118 до своей смерти в 1128 году. Играл важную роль в политической жизни Иерусалимского королевства.

## Происхождение
Вармунд из Пикиньи был сыном другого Вармунда (или Жермона) из Пикиньи и его жены Адели Его брат Эсташ (Eustache) был видамом Амьена.

## Патриарх иерусалимский
Вскоре после смерти иерусалимского патриарха Арнульфа де Роола в конце 1118 года, Вармунд был избран на его место. В 1120 году Вармунд совместно с Балдуином II, королем Иерусалима, созвал собор в Наблусе. На соборе был заключен конкордат между поместной церковью Палестины и государством крестоносцев. По условиям конкордата Балдуин согласился платить церковную десятину с его собственных владений в Иерусалиме, Наблусе и Акко.

### Рыцари Храма

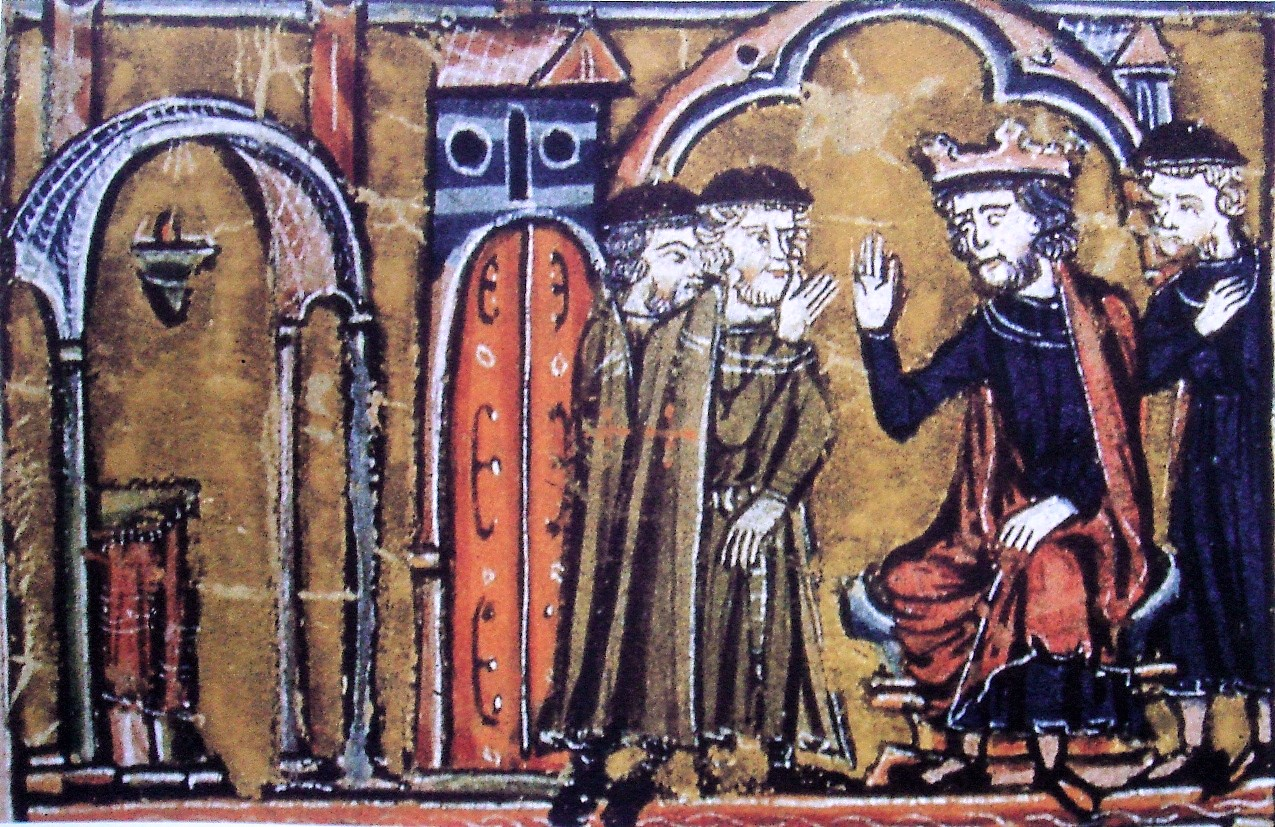
Король Балдуин II Иерусалимский, передает захваченную мечеть Аль-Акса Гуго де Пайену и Годфри де Сент-Омеру. Рядом с королем, по всей вероятности, стоит патриарх иерусалимский Вармунд.

Примерно в это же время к Вармунду обратилась группа рыцарей, которые запросили разрешение избрать предводителя, способного возглавить их усилия по защите королевства Балдуин II отдал им для штаб-квартиры помещение Храма Соломона. Предводителем был избран Гуго де Пейн. Вармунд вменил рыцарям в обязанность поддерживать порядок на дорогах и уничтожать разбойников, регулярно грабивших и убивавших паломников на пути в Иерусалим. Рыцари Гуго де Пейна с успехом выполняли возложенную на них миссию в течение девяти лет, после чего в 1129 году собор в Труа санкционировал официальное образование военного ордена тамплиеров.

### Дальнейшее служение
Между 1119 и 1125 годами вместе с Жераром, настоятелем Храма Гроба Господня, Вармунд написал важное письмо Диего Хельмиресу, Архиепископу Сантьяго-де-Компостело. Ссылаясь на неурожай и постоянную угрозу со стороны сельджуков и фатимидов, они просили помощи в виде продовольствия, денег и военной силы для того, чтобы сохранить Иерусалимское королевство. В 1123 году Вармунд заключил союз между Иерусалимом и Венецианской республикой. Союз был оформлен договором, который получил имя пакт Вармунда ( лит. Pactum Warmundi). В 1124 году был назначен командующим осадой Тира. Всю жизнь был верным союзником короля Балдуина II. Скончался в июле 1128 года в Сидоне.